# Euphoresia kapangana
Euphoresia kapangana är en skalbaggsart som beskrevs av Louis Burgeon 1942. Euphoresia kapangana ingår i släktet Euphoresia och familjen Melolonthidae. Inga underarter finns listade i Catalogue of Life.